# Заболотинцы
Заболотинцы (укр. Заболотинці) — село в Острожецкой сельской общине Дубенского района Ровненской области Украины.
Население по переписи 2001 года составляло 191 человек. Почтовый индекс — 35110. Телефонный код — 3659. Код КОАТУУ — 5623885202.

## История
В 1946 г. Указом Президиума ВС УССР село Кнерут переименовано в Заболотинцы.
До 2020 года входило в Млиновский район.